# Steve Sekely
Steve Sekely (* 25. Februar 1899 als István Székely in Budapest, Königreich Ungarn; † 9. März 1979 in Palm Springs, Kalifornien) war ein ungarischer Filmregisseur.

## Leben
Sekely arbeitete während der 1920er Jahre in Berlin als Journalist und Autor von Kurzgeschichten. 1930 lieferte er die Idee zu Der Nächste, bitte, einem der letzten deutschen Stummfilme. Unter dem Namen „Stefan Szekely“ gab er im selben Jahr für die kleine Produktionsfirma Cicero-Film sein Regiedebüt.
Szekely spezialisierte sich auf Filmkomödien und blieb diesem Metier auch nach seiner Rückkehr nach Ungarn infolge der Machtergreifung der Nationalsozialisten im Jahr 1933 treu. Kurz vor Kriegsausbruch 1939 emigrierte er in die USA. Als „Steve Sekely“ amerikanisiert, drehte er  Krimis, Dramen und Thriller, die nur wenig Resonanz fanden.
Zu Beginn der 1950er Jahre kehrte er nach Europa zurück und arbeitete in Großbritannien, Italien, der Bundesrepublik und zuletzt in Ungarn. Mit Blumen des Schreckens, einer Verfilmung von John Wyndhams Science-Fiction-Roman Die Triffids gelang ihm seine am meisten beachtete Leistung.
Sekely war mit der Schauspielerin Irén Ágay (1913–1950) verheiratet, die in mehreren seiner Inszenierungen mitwirkte.

## Filmografie (Auswahl)
- 1930: Die große Sehnsucht
- 1931: Seitensprünge
- 1931: Er und sein Diener
- 1932: Ein steinreicher Mann
- 1933: Skandal in Budapest
- 1933: Rakoczy-Marsch
- 1934: Emmy
- 1935: Ball im Savoy
- 1936: Kaffee Moskau (Café Moszkva)
- 1937: Hochzeitsreise zu 50%
- 1948: Der Mann mit der Narbe (Hollow Triumph)
- 1953: Die Kaiserin von China
- 1955: Die Rache der schwarzen Maske (Le avventure di Cartouche)
- 1962: Blumen des Schreckens (The Day of the Triffids)
- 1969: Kenner
- 1972: Lila Akazie (Lila ákác)